# Zankufa
Zankufa (arab. زنقوفة) – wieś w Syrii, w muhafazie Latakia. W 2004 roku liczyła 928 mieszkańców.